# Aleksandretta seszelska
Aleksandretta seszelska (Psittacula wardi) – gatunek średniej wielkości wymarłego ptaka z rodziny papug wschodnich (Psittaculidae). Występował endemicznie na trzech spośród wysp Seszeli. Jego przedstawiciele przypominali wyglądem aleksandretty większe (Psittacula eupatria), wyróżniali się mniejszymi rozmiarami oraz brakiem różowej wstawki na obroży. Przypuszcza się, że do wymarcia przyczyniło się tępienie tych ptaków przez rolników oraz właścicieli plantacji palm kokosowych.

## Taksonomia

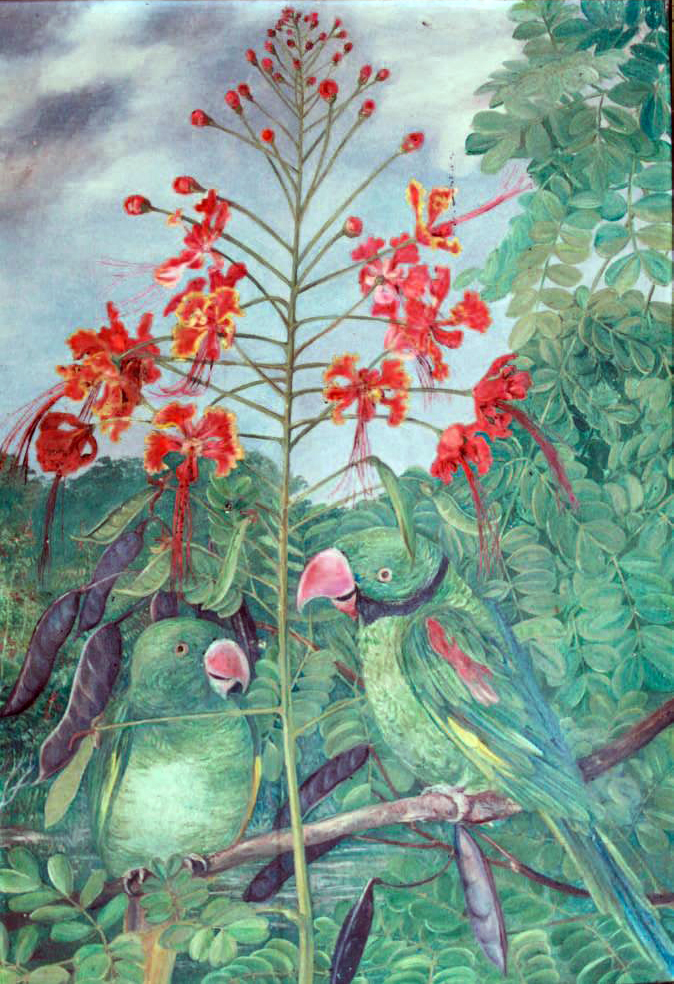
Jedyne przedstawienie oparte na obserwacji żywych ptaków. Marianne North, 1883

Po raz pierwszy gatunek opisał brytyjski ornitolog Edward Newton w 1867. Nowemu gatunkowi nadał nazwę Palaeornis wardi. Holotyp pochodził z Mahé. Obecnie (2018) Międzynarodowy Komitet Ornitologiczny umieszcza aleksandrettę seszelską w rodzaju Psittacula. Badanie z 2017 roku wykazało, że aleksandretta seszelska była blisko spokrewniona z papugą maskareńską (Mascarinus mascarin). Do czasów współczesnych (stan z 2007) przetrwało 10 okazów muzealnych; w 2017 znajdowały się w zbiorach muzealnych w Cambridge (Anglia), Cambridge (Massachusetts), Liverpoolu, Nowym Jorku, Paryżu i Tring. Epitet gatunkowy wardi upamiętnia Swinburne’a Warda (1830–1877), brytyjskiego delegata na Seszele. Epitet ten znajduje się w nazwach naukowych jeszcze kilku gatunków ptaków, lecz upamiętnia inne postaci. Lokalna ludność nazywała te ptaki zielonymi Cateau.

### Ewolucja
Według wyników badań filogenetycznych aleksandretta seszelska oddzieliła się od aleksandretty większej (P. eupatria) wskutek izolacji. Populacja, która stanowiła podwaliny dla powstania nowego gatunku – aleksandretty seszelskiej – oddzieliła się około 11 mln lat temu, kiedy poziom morza był dużo niższy, i z subkontynentu indyjskiego przedostała się na obszar dzisiejszych Seszeli. Poniższy kladogram (według Jackson et al., 2015) ukazuje pozycję filogenetyczną P. wardi względem podgatunków aleksandretty większej:
|  | \| \| Psittacula eupatria nipalensis \| \| \| \| \| \| Psittacula eupatria eupatria \| \| \| \| |
|  |                                                                                                 |
|  | Psittacula wardi                                                                                |
|  |                                                                                                 |
|  | Psittacula eupatria nipalensis                                                                  |
|  |                                                                                                 |
|  | Psittacula eupatria eupatria                                                                    |
|  |                                                                                                 |

|  | Psittacula eupatria nipalensis |
|  |                                |
|  | Psittacula eupatria eupatria   |
|  |                                |

|  | \| \| Psittacula eupatria nipalensis \| \| \| \| \| \| Psittacula eupatria eupatria \| \| \| \| |
|  |                                                                                                 |
|  | Psittacula wardi                                                                                |
|  |                                                                                                 |
|  | Psittacula eupatria nipalensis                                                                  |
|  |                                                                                                 |
|  | Psittacula eupatria eupatria                                                                    |
|  |                                                                                                 |

|  | Psittacula eupatria nipalensis |
|  |                                |
|  | Psittacula eupatria eupatria   |
|  |                                |

|  | \| \| Psittacula eupatria nipalensis \| \| \| \| \| \| Psittacula eupatria eupatria \| \| \| \| |
|  |                                                                                                 |
|  | Psittacula wardi                                                                                |
|  |                                                                                                 |
|  | Psittacula eupatria nipalensis                                                                  |
|  |                                                                                                 |
|  | Psittacula eupatria eupatria                                                                    |
|  |                                                                                                 |

|  | Psittacula eupatria nipalensis |
|  |                                |
|  | Psittacula eupatria eupatria   |
|  |                                |

|  | \| \| Psittacula eupatria nipalensis \| \| \| \| \| \| Psittacula eupatria eupatria \| \| \| \| |
|  |                                                                                                 |
|  | Psittacula wardi                                                                                |
|  |                                                                                                 |
|  | Psittacula eupatria nipalensis                                                                  |
|  |                                                                                                 |
|  | Psittacula eupatria eupatria                                                                    |
|  |                                                                                                 |

|  | Psittacula eupatria nipalensis |
|  |                                |
|  | Psittacula eupatria eupatria   |
|  |                                |

## Morfologia

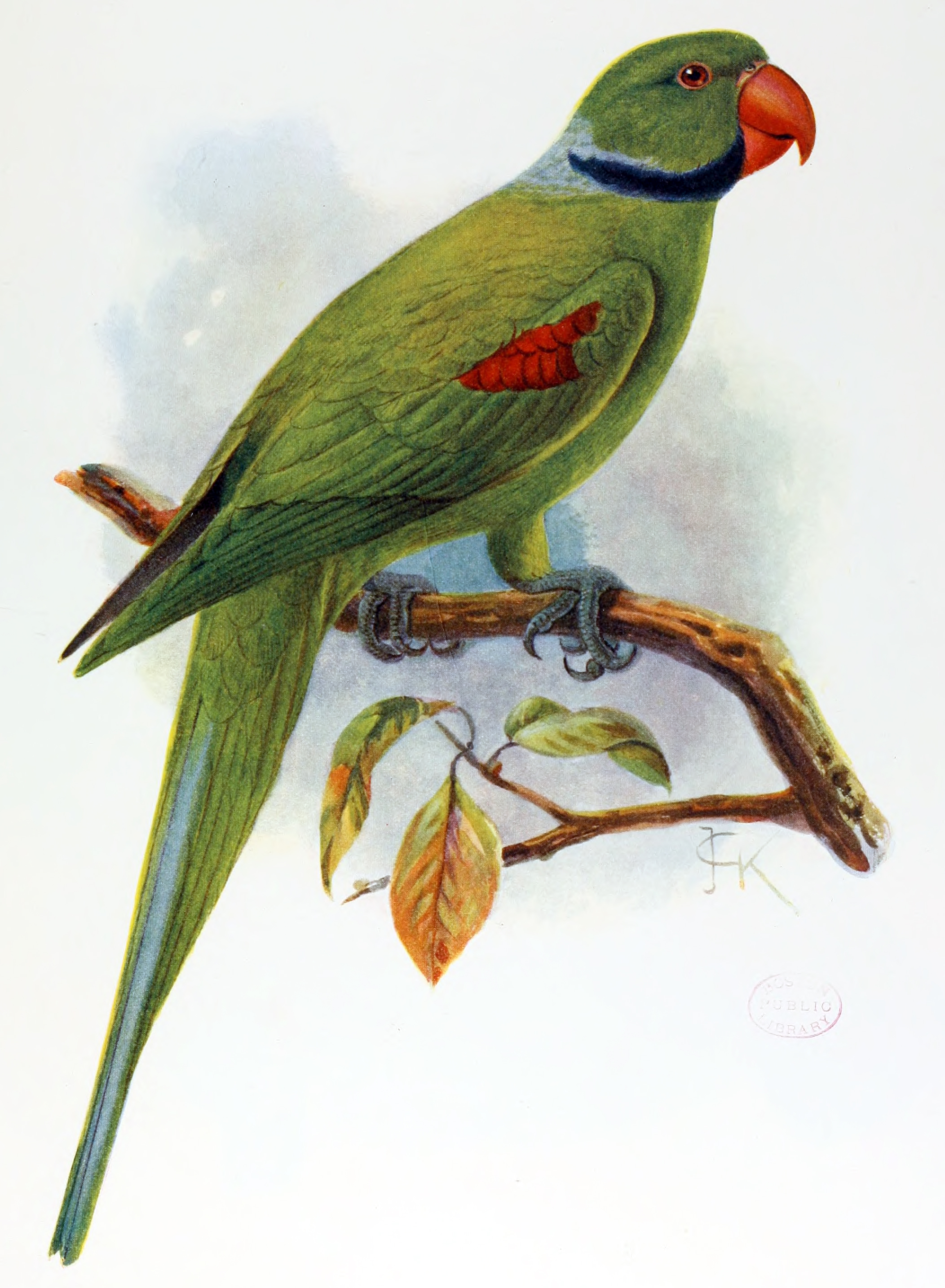
Rysunek przedstawiający samca. Keulemans, 1907

Aleksandretty seszelskie były średniej wielkości papugami, osiągały blisko 41 cm długości. Upierzenie było w większości zielone, wyróżniał się duży czerwony dziób, czerwona plama na skrzydle oraz długi ogon. Samce miały wąski pasek przechodzący przez policzek oraz czarną obrożę, których brakowało u samic i młodych. Policzki i tył szyi pokrywał niebieskawy nalot, nie niebieskoszary jak u aleksandretty większej. Ponadto czarnej obroży nie towarzyszyła różowa. Spód ciała miał bardziej żółtawy odcień niż u przedstawicieli P. wardi. Skrzydła i ogon były krótsze oraz szersze.

## Zasięg, ekologia i zachowanie
Aleksandretta seszelska była endemitem Seszeli. Występowała na wyspach Mahé i Silhouette, jedna obserwacja pochodzi z Praslin. Prawdopodobnie jej dieta składała się ze znajdowanych na drzewach i krzewach bezkręgowców, owoców i nasion. Zjadały również kukurydzę z pól.

## Status
IUCN uznaje aleksandrettę seszelską za gatunek wymarły (EX, Extinct). Była rzadka już w 1867. Newton odnotował, że na Mahé nieomal wtedy wymarła, tępiona za zjadanie dojrzałej kukurydzy z pól. Rothschild odnotował w 1907, że wówczas występowała już tylko na Silhouette, gdzie niemal już wymarła. W 1893 Abbott odstrzelił ostatniego osobnika na Mahé. W 1906, kiedy Nicoll odwiedził tę wyspę, gatunek prawdopodobnie był już wymarły. Do wyginięcia tej papugi przyczyniła się wycinka lasów pod plantacje kokosów właściwych oraz tępienie przez rolników.